# ناحیه اولاد یعیش
ناحیه اولاد یعیش (به عربی: دائرة أولاد یعیش) یک ناحیه در الجزایر است که در استان البلیده واقع شده‌است. ناحیه اولاد یعیش ۷۷٬۶۳۰ نفر جمعیت دارد.